# 森本毅郎・スタンバイ!
『森本毅郎・スタンバイ!』（もりもとたけろう すたんばい）は、1990年4月9日から、TBSラジオで生放送されている平日朝の情報ワイド番組である。
アメリカ合衆国ハワイ州ホノルルの「KZOO」（在留日本人及び日本人観光客向けの日本語局）にも時差ネットされている（1時間遅れ。時差の関係で同地では日曜から木曜の午後放送）。2022年4月25日からはTBSラジオ公式YouTubeチャンネル、番組のTwitterアカウントでも同時配信していた。
キャッチコピーは「聴く朝刊」。2009年7月13日で放送5000回、2013年5月13日で放送6000回、2017年3月13日で放送7000回、2020年4月で放送30周年、2021年1月11日で放送8000回を迎え、2024年11月11日で放送9000回を迎えた長寿番組である。森本毅郎の冠番組でもある。

## 放送時間

### 現在放送中
- TBSラジオ
  - 平日6:30 - 8:30（日本時間）
- KZOO（ハワイ州ホノルルのラジオ局）
  - 日曜 - 木曜12:30 - 14:30（ハワイ時間=UTC-10）

### 以前放送していたネット局
- Team J Station（ロサンゼルスのラジオ局）

## 出演者

### メインパーソナリティ
- 森本毅郎（パーソナリティ、元NHKアナウンサー）[6][7]
- 遠藤泰子（アシスタント、元TBSアナウンサー）[6][7][注 1]

### 代役パーソナリティ
特記しない限り、担当の時点でTBS（テレビ）の現職アナウンサー。

#### タイトルコールの変更
メインパーソナリティの森本が夏季休暇や病気の療養などで休演する日の放送では、基本としてタイトルコールを「TBSラジオ スタンバイ!」に改めている。ただし、2023年6月に森本が休演した際には、タイトルコールを変更せずに放送。

#### 森本のみの休演日
夏季休暇や年末年始休暇は基本的に2週間ほど取る。その他、体調不良や通院による定期検査、手術やその経過療養で番組を休演する事がある。森本不在時は、主に土井敏之などのパーソナリティ経験があるTBSの男性アナウンサーが担当するほか、曜日ごとのコメンテーターが代役として出演する事もある。
- 2006年9月18日はTBSニュースデスクの内山研二が代役を務めた。
- 2008年には、ニュースズームアップのコメンテーターが日替わりで代役を務めたことがあった。
- 2015年9月以降は森本の療養による休演が増加している。この期間は前述のようにパーソナリティ経験があるTBSテレビの男性アナウンサーが務める事が多いが、ニュースデスクの中村尚登が代役を務めた事もある。12月の聴取率調査週間（スペシャルウィーク）は一部のコメンテーターが代役を務めたほか、年末恒例の「コメンテーター座談会」は森本不在で行われた。
- 2018年9月3日は夏季休暇中の森本に代わって土井が担当したが翌日に土井が体調不良となり、小笠原亘が担当した。9月5日から3日間は、以前にパーソナリティの経験があった水曜コメンテーター（当時）の渋谷和宏に白羽の矢が立った。
- 2019年9月9日から森本が2週間の夏季休暇を取得し、この期間は9月18日・9月20日を喜入友浩が担当した他は全て土井が担当した。
- 2019年11月8日は森本が生放送中に体調を崩し、6時57分頃の「朝刊読み比べ」から土井が担当した。この日の土井は「スポーツスタンバイ」を担当する予定だったが、そのまま放送終了までパーソナリティを務めた。森本は病院で受診するも問題無く、翌週から復帰した[8][9][10]。
- 2020年4月28日放送分までは新型コロナウィルスの影響により、森本は事務所からのリモート出演を行い、翌日から「ステイホーム週間」として5月6日放送まで休演していたが翌日から復帰した。この間は土井がスタジオから放送し、その後は再び森本の事務所を繋いでのリモート出演に戻している。この期間中にスタジオへ出演したのは、アシスタントの遠藤以外では金曜コメンテーターの伊藤洋一のみで、その他は全員が電話でのリモート出演だった。
- 2021年2月26日放送分は、腰の手術の影響で2週間休演した森本が検査確認で再び休演したため、通常は「スポーツスタンバイ」のコーナーを担当する喜入がMCとして代役を務めた。
- 2021年7月26日放送分から森本が夏季休暇のため、7月26日・7月27日と8月2日 - 8月4日はMC経験のある渋谷が、7月28日 - 7月30日は火曜コメンテーターの酒井綱一郎が、8月5日・8月6日は喜入がそれぞれMCとして代役を務めた。
- 2022年4月1日、これまで定期的に腰痛の治療を受けたものの、森本曰く「何回やっても上手くいかない」と通算5回目の手術を受けるという理由で当面の間休演[11]することを発表し、3週間後の4月25日より復帰した。このため4月4日から4月21日は土井、4月22日放送分は喜入がMC代役を務めていた。
- 2022年5月23日放送分からは、森本がこれまでまん延防止等重点措置期間中や、自身の腰の手術などで森本自身の個人事務所や画面越しでの別スタジオでのリモート出演をしていたが、この日の放送から約4か月ぶりにスタジオ出演に復帰した。
- 2023年6月6日放送分は森本が発熱のため、6月8日までは土井が代理を務め、6月9日放送分は火曜日コメンテーターの酒井が務めた。森本は6月12日放送で一度復帰したが、6月13日放送分からは夏風邪の影響による軽度の肺炎として体調を考慮し、当面の間休養する事が発表された。その後、療養を経て6月19日放送分から番組に復帰した。

#### 遠藤のみの休演日
遠藤は例年、1週間の夏季休暇と年末年始休暇を取得。「歌のない歌謡曲」がJRNの企画ネット番組として当番組に内包されていた時期には、毎年11月の金曜日に当番組を休演したうえで、「歌のない歌謡曲」を放送していた他のラジオ局との会議に出席していた。一時は、このような出張で休演する日の代役を長峰由紀がよく担当していた。遠藤が長期の冬季休暇の場合は、堀井美香が2019年1月7日から1週間ほど録音にて代理で担当した。
なお、遠藤が休演の際にはTBSの女性アナウンサー（かつては長峰や長岡杏子、近年は小倉弘子、出水麻衣など）が担当するほか、「現場にアタック」担当のTBSラジオキャスター（近堂かおりなど）が担当する場合もある。
- 2019年は長期の冬季休暇だったため、1月7日からは「スポーツスタンバイ」担当のTBSスポーツアナウンサーが代理アシスタントを務めた。1月7日は初田啓介、1月8日は新夕悦男、1月9日は喜入友浩、1月10日は小笠原亘、1月11日は伊藤隆佑が担当した。この週は代役が全て男性アナウンサーだったため森本は「遠藤泰男さんウィーク」と命名した。

#### 森本・遠藤の休演日
- 2021年12月14日放送分では前日に番組スタッフから発熱者が出たため、森本・遠藤が大事をとって休演した。代理は土井と小倉弘子が担当し、森本・遠藤は検査を受けたが問題が無かったため、翌日から復帰した[注 3]。
- 2021年12月27日から2022年1月4日までは、森本・遠藤とも年末年始休暇を取得したため、12月27日・12月28日が土井・豊田綾乃が担当した。12月29日からは2年ぶりに「ニュースズームアップ 年末年始恒例 コメンテーター座談会」が開かれ、12月29日は初田、12月30日は赤荻歩、12月31日は小倉 、1月3日は小沢光葵、1月4日は高柳光希が担当した。
- 2022年12月26日から2023年1月6日までは、森本・遠藤とも年末年始休暇を取得したため、2人の代役に以下のアナウンサーを立てている。ちなみに、1人のアナウンサーだけで進行した日の放送では、一部のコーナーに楽曲を流すことで対応。
  - 2022年12月26日（月）・12月27日（火）：土井・小倉
  - 2022年12月28日（水）：古田敬郷（この年にTBSテレビへ入社）
  - 2022年12月29日（木）：小沢
  - 2022年12月30日（金）：小倉
  - 2023年1月2日（月）：古田
  - 2023年1月3日（火）：高柳
  - 2023年1月4日（水） - 1月6日（金）：土井・豊田
- 2023年9月18日から9月22日までは、森本・遠藤とも夏季休暇を取得。この間の放送は、9月21日（木）のみ出水、残りの4日間を土井・小倉で進行した。
- 2023年12月28日からは、森本が2024年1月5日（金）まで、遠藤が1月3日（水）まで年末年始休暇を取得。休暇期間のうち、12月28日（木）には初田、12月29日（金）には小林由未子、2024年1月1日（月）には清原正博、1月2日（火）には古田・富田、1月3日には佐々木舞音が単独で進行していた。なお、遠藤は1月4日（木）から出演を再開したため、1月4日・翌1月5日には土井とのコンビで放送。森本は1月9日（月）からの復帰を予定していたが、復帰を前に発熱したため、1月16日（火）までは土井・遠藤コンビでの放送を続けた。なお、森本は翌1月17日（水）から復帰している。
- 2024年9月2日から9月6日までは、森本・遠藤とも夏季休暇を取得したため、2人の代役に以下の人物を立てている。
  - 9月2日（月）：御手洗菜々・土井
  - 9月3日（火）：山内あゆ・武田砂鉄（フリーライターで『武田砂鉄のプレ金ナイト』パーソナリティ）
    - 山内はTBSラジオの「ニュースデスク」として、2024年4月以降の火曜日に、午前 - 夕方帯の定時ニュース（『#ふらっと』などの生ワイド番組への内包分）と『ネットワークトゥデイ』（JRN向けの全国ニュース）を担当している。この日は、当番組へ初めて出演したことに伴って、スポーツアナウンサーの佐藤文康がデスク業務を代行。

  - 9月4日（水）：山本恵里伽・小笠原
    - 山本は、森本・遠藤とも年末年始休暇に入っていた2020年12月31日（木）にも、パーソナリティを単独で代行。

  - 9月5日（木）：日比麻音子・武田
    - 武田は、上記2日間の代演に加えて、3日午後の『大竹まこと ゴールデンラジオ』（文化放送の生ワイド番組）に「コメンテーター」、9月6日（金）深夜の『プレ金ナイト』に「パーソナリティ」、9月7日早朝の『まとめて!土曜日』（いずれもTBSラジオの生ワイド番組）に「ゲストコメンテーター」として出演。また、当番組での代演がきっかけで、10月25日の『プレ金ナイト』に遠藤を招いていた。

  - 9月6日（金）：駒田健吾・小倉

#### コメンテーター
- 2019年7月1日放送分は本来なら「ニュースズームアップ」の月曜コメンテーターである山田恵資が出演予定だったものの休演となり、火曜の酒井が初めて月曜日出演し、翌日の火曜日に山田が出演した。山田は「話題のアンテナ 日本全国8時です」の火曜レギュラーで出演以来、5年ぶりの火曜日出演となった。7月3日放送分は水曜日の森田正光が海外出張だったため、渋谷が「話題のアンテナ 日本全国8時です」にも出演した。同コーナーのMCは経験しているがゲスト出演は初めてで、渋谷はそのまま8:20ごろの「スタンバイトークファイル」まで出続けた。
- 2020年8月12日放送分・8月19日放送分は、水曜日の伊藤芳明が夏季休暇のため、渋谷が卒業以来となる番組出演を果たした。
- 2020年9月7日放送分よりこれまでコロナの影響で事務所からリモートにて出演していた森本が前日のオープニングで発生した回線トラブルの影響もあり、この日からスタジオに出演した。月曜日の山田も久々にスタジオ出演となり、9月7日には3月で卒業した森田が台風関連のニュースを取り上げた際に電話出演した。

### 現場にアタック
2022年12月現在
- 近堂かおり（毎週月曜・金曜）：954情報キャスター時代から出演し、退任後の現在も出演している。
- 田中ひとみ（毎週木曜）：TBSラジオキャスター
- 糸山仁恵（毎週水曜）
- 西村志野（毎週火曜）：2022年11月29日放送分で初出演した。元瀬戸内海放送アナウンサーで現在はフリーアナウンサー。

### 「ニュースズームアップ」「タケローニューススクランブル」「話題のアンテナ 日本全国8時です」コメンテーター

#### 現在出演中
2023年6月現在で出演しているコメンテーターについて記す。
月曜
- 山田惠資（時事通信社解説委員長、不定期出演→2015年10月5日 - ）

かつては「話題のアンテナ 日本全国8時です」の火曜コメンテーター（2013年4月2日 - 2014年7月1日）と月曜コメンテーター（2014年7月7日 - 2015年9月28日）に出演していた。山田の登場時のみ、森本によって肩書きが紹介される。
火曜
- 酒井綱一郎（ジャーナリスト・日経BP社取締役、2001年4月10日 - ）

火曜担当する以前は木曜コメンテーター（2000年10月5日 - 2001年4月5日）を担当していた。森本不在時には渋谷と共にMCを務めた経験を持つ。
水曜
- 伊藤芳明（ジャーナリスト・毎日新聞特別論説顧問、2020年4月1日 - ）

当初は火曜コメンテーター（2001年4月3日 - ）だったが後に木曜日（2001年10月11日 - 2003年5月1日、7月3日 - 2004年6月10日）を経て現在は水曜担当する。一度コメンテーターを降板後、「話題のアンテナ 日本全国8時です」の火曜コメンテーター（2017年4月4日 - 2020年3月24日）に出演しており、4月1日から16年ぶりに復帰する。なお、2021年6月23日放送分は伊藤自身が休演のために月曜日の山田が代理で出演し、6月30日放送分は金曜日の伊藤洋一が代役を務めたほか、2022年12月12日放送分は元TBSラジオニュースデスクの水口眞人が出演した。
木曜
- 渋谷和宏（作家・経済ジャーナリスト、元日経ビジネスアソシエ編集長、2020年4月2日 - ）

2004年頃から不定期で出演し、2006年11月13日 - 2015年9月28日までは月曜担当していた。10月7日からは水曜担当し、現在は木曜担当である。日経ビジネスアソシエを退社後は肩書きが紹介されず、森本不在時には酒井と共にMCを務めた経験を持つ。2020年8月12日放送分は伊藤芳明が夏季休暇のため、2週連続での代理出演も行っている。2022年4月14日放送分では渋谷が足の手術のため、かつて木曜コメンテーターだった酒井が代理出演し、翌週は酒井同様に木曜コメンテーターだった伊藤芳明が出演した。なお、渋谷は4月28日放送分で復帰した際に自ら「足の腫瘍手術のため」と説明していた。
金曜
- 伊藤洋一（金融アナリスト・経済ジャーナリスト、1998年10月2日 - ）

不定期出演
- 小倉孝保（ジャーナリスト、毎日新聞編集局次長）
- 水口眞人（元日本経済新聞記者、元TBSラジオニュースデスク、現在：日本記者クラブ）

両者とも各曜日のコメンテーターが休演した際に不定期で出演する。直近では2022年12月14日放送分で伊藤芳明が、2023年5月1日放送分で山田がそれぞれ休演した際に両日とも水口が代理出演した。
7時台の「ニュースズームアップ」では冒頭とニュース解説の一つ目、8時台（「話題のアンテナ 日本全国8時です」内）の「トークファイル」では冒頭にそれぞれ各曜日のコメンテーターを紹介するが、月曜日の山田のみは肩書きを紹介する。これは2021年以降の「話題のアンテナ 日本全国8時です」においても同様である。また、2020年3月27日までは7時台の「ニュースズームアップ」と8時台の「話題のアンテナ 日本全国8時です」でコメンテーターの出演を分けていたが、3月30日からは両時間帯を通して同じコメンテーターによる出演に変更された。

### 過去の出演者
+：故人。

#### 「ニュースズームアップ」コメンテーター
- 浅井信雄+（国際政治学者、月曜日：1990年4月9日 - 1992年9月28日）
- 朝比奈豊（月曜日：1997年4月7日 - 1999年9月27日 → 火曜日：1999年10月5日 - 2001年3月26日）
- 伊藤正孝+（朝日新聞編集委員、水曜日：1994年4月8日 - 1995年9月27日）
- 岩見隆夫+（ジャーナリスト、木曜日→火曜日→木曜日：1990年4月12日 - 2000年9月28日[12]）
- 大蔵雄之助+（ジャーナリスト、水曜日：1990年4月11日 - 1994年4月1日）
- 岸井成格+（毎日新聞編集委員、月曜日：2001年4月2日 - 2006年1月3日）

2005年 - 2006年の年末年始恒例「ズームアップコメンテーター座談会」まで出演し、番組を卒業した。
- 黒岩徹（毎日新聞記者、月曜日：1996年4月1日 - 1996年9月30日）
- 小林収（日経MJ部長、月曜日：1999年10月 - 2001年3月[12]）

月曜コメンテーター卒業直後の2001年10月のみ、木曜日に数回出演している。
- 佐藤健+（毎日新聞記者・ジャーナリスト、月曜日：1992年10月5日 - 1994年3月28日、1995年4月10日 - 1996年3月25日）
- 嶌信彦（ジャーナリスト、火曜日→木曜日→火曜日→水曜日：1990年4月10日 - 2015年9月29日、2017年3月28日[注 4]）
- 鈴田敦之（評論家、金曜日：1990年4月13日 - 1998年9月25日）
- 中井良則（毎日新聞編集局次長、木曜日：2004年6月17日 - 8月5日）

木曜コメンテーターだった伊藤芳明が急遽番組を降板したため、その間のみ代理で出演していた。
- 永野健二（ジャーナリスト・日経ビジネス編集長、月曜日：1996年10月7日 - 1997年3月31日）
- 中島健一郎（ジャーナリスト・毎日新聞記者、水曜日：1995年10月11日 - 1999年9月29日）
- 水木楊+（作家、月曜日：1994年4月6日 - 1995年3月27日）
- 山縣裕一郎（東洋経済新報社代表取締役会長、2001年から不定期出演→2003年5月8日 - 2003年6月26日→不定期出演→2004年8月12日 - 2020年12月24日）

2020年の年末恒例「ズームアップコメンテーター座談会」の12月31日放送分にリモート出演したのを最後に卒業した。
- 渡部恒雄（三井住友戦略国際問題研究所主席研究員、月曜日：2006年2月6日 - 11月6日）

#### 「話題のアンテナ　日本全国8時です」元レギュラーゲスト
2020年3月末をもってこのコーナーのみ出演するレギュラーゲストが廃止され、4月以降は7時台と「スタンバイトークファイル」に出演していたコメンテーターがこのコーナーにも出演するようになった。
- 赤坂英一（スポーツライター、金曜日：2017年3月31日 - 2020年3月27日）

レギュラー出演は2017年からだったが2016年頃には数回程度出演していた。
- 荒川洋治（詩人、火曜日：1991年10月8日 - 2013年3月12日）
- 小沢遼子（政治家・評論家、金曜日：1991年10月11日 ‐ 2017年3月24日）

主に政治や社会問題を取り上げ、政権への歯に衣を着せぬコメントで評判が高かった。
- 佐瀬稔+（ノンフィクション作家・スポーツライター、月曜日：1990年4月9日 - 1998年4月6日）

主にスポーツ関連の話題を取り上げていたが体調を崩し、のちにレギュラーとなる永谷と交代する形で卒業、1998年5月23日に他界した。
- 嶌信彦（ジャーナリスト、火曜日：2015年10月6日 - 2017年3月28日）

スタンバイ放送開始当初の「朝のファンファーレ」時代から出演していたが、最終出演日に火曜コメンテーターの酒井と共に「スタンバイトークファイル」まで出演し、27年間の歴史に幕を下ろした。
- 清水国明（タレント、金曜日：1990年4月13日 - 1991年10月4日→木曜日：1992年4月9日 - 1993年4月1日）

番組卒業後は『噂の!東京マガジン』（TBSテレビ→BS-TBS）で引き続き森本と共演した。
- 高木美也子（生命倫理学者、水曜日→木曜日→水曜日：1990年4月11日 - 1996年3月27日）
- 武見敬三（ニュースキャスター、木曜日：1990年4月12日 - 1992年4月2日）

のちに政治家へ転身した。
- 玉木研二（毎日新聞論説室専門編集委員、火曜日：2014年7月8日 - 2014年9月30日）

主に映画の話題を取り上げた。
- 月尾嘉男（東京大学名誉教授・工学博士、木曜日：2003年4月3日 - 2020年3月26日）

2001年2月頃から不定期で出演を開始し、4月5日 - 2002年3月21日の間は海外へカヌー冒険のために休演していた。
- 永谷脩+（スポーツライター・スポーツジャーナリスト、月曜日：1998年4月13日 - 2014年3月31日）

体調不良で降板した佐瀬に代わって出演したが、永谷自身も体調不良によって降板、2014年6月12日に急性骨髄性白血病にて他界した。
- 藤原和博（教育評論家、木曜日：2002年7月4日 - 2003年3月27日）

カヌー冒険中の月尾に代わって出演していた森が降板することとなり、年度いっぱいのみ出演した。降板後は杉並区立和田中学校にて東京都初の民間人校長に就任した。
- 松井宏夫（医学ジャーナリスト、火曜日：2014年10月7日 - 2015年9月29日→月曜日：2015年10月5日 - 2020年3月23日）
- 松原聡（東洋大学教授・経済学者、水曜日：1992年4月1日 - 1994年3月30日→木曜日：1994年4月7日 - 2001年3月29日）
- 森啓次郎（元週刊朝日編集長、木曜日：2002年3月28日 - 2002年6月27日）

木曜レギュラーの月尾がカヌー冒険で休演するための代理出演だった。
- 森田正光（気象予報士・お天気キャスター、水曜日：1996年4月3日 - 2020年3月25日）

スタンバイにおける初出演は1990年10月頃で、一時期は「タケロートークパレット」のレギュラーだったこともある。番組卒業後の2020年9月7日放送分において台風関連のニュースを取り上げる際に久しぶりに出演した。また、2022年6月9日放送分にも「現場にアタック!」のコーナーに2年ぶりに出演している。
- 山田惠資（時事通信社解説委員長、火曜日：2013年4月2日 - 2014年7月1日→月曜日：2014年7月7日 - 2015年9月28日）

現在は「ニュースズームアップ」の月曜コメンテーターとして2015年10月5日から出演している。
- 吉岡忍（作家、火曜日：1990年4月10日 - 1991年9月24日）

#### 「タケロー トークパレット」元コメンテーター
- 小松昌美（レポーター、元954情報キャスター）（月曜日→火曜日）：「小松昌美のハワイにおいでよ!」
- 今野雄二+（映画評論家）：「雄二の週末映画情報（金曜日）」→「雄二の映画情報（火曜日）」
- 荻原博子 （経済評論家）：「荻原博子のやりくり大百科」（水曜日）
- 北村森（商品ジャーナリスト、「日経トレンディ」前編集長）（水曜日）：「ものめぐり」
- 福岡俊弘のデジタル教室（木曜日）
- 目黒考二+（本の雑誌社顧問）（木曜日）：「スタンバイ・ブックナビ」
- 岡崎武志（フリーライター・書評家）※隔週交代
- 竹内政明（読売新聞論説委員。不定期出演）（金曜日）：「今週の編集手帳」

### 気象予報士
2025年8月現在。いずれもウェザーマップ所属。
- 月曜日：坐間妙子
- 火曜日：長谷部愛
- 水曜日：長谷部愛
- 木曜日：小林雅美
- 金曜日：水谷花那子

※当番組の前に放送される『Brand-New Morning』から引き続き出演。

### 警視庁交通管制センター
- 碓氷浩子（フリー）
- 白井京子（フリー、元954情報キャスター）
- 中村愛美（元954情報キャスター）
- 長谷川万希子（元954キャスタードライバー）
- 飯島純（元954キャスタードライバー）
- 楠葉絵美（TBSラジオキャスター）
- 櫻井園子（元954情報キャスター）
- 野村麻美（元954情報キャスター）

※気象予報士と同様、当番組の前に放送される『Brand-New Morning』から当番組の後に放送される『パンサー向井の＃ふらっと』・『金曜ボイスログ』の途中まで引き続き出演。
当番組初回時の交通情報を担当したのは阿南京子である（2015年1月に降板）。
白井は「現場にアタック」の担当者として2007年から2014年12月までの7年間スタジオで出演することもあった。

## コーナー・タイムテーブル
- 6:30 オープニング・天気予報・交通情報
  - 森本がその日に気になったニュース・話題を取り上げ所感を述べた後、天気予報、交通情報、番組のメールアドレス紹介。CMが始まるまでメインテーマ曲が流れる。
- 6:35 今朝のヘッドライン（ヨドバシカメラ、明治ブルガリアヨーグルト提供）
  - ニュース、スポーツを遠藤が伝える。スポーツは省略される事もある。
- 6:42 ニューヨーク・マーケット情報（農林中金全共連アセットマネジメント(NZAM)提供）
  - 2014年4月、「ウォールストリート経済情報」廃止を機に、森本が市況概要を解説するコーナーを開始（ただし月曜日は「今週の予定」を放送）。それも2022年4月改編で終了し為替と株価指数は「今朝のヘッドライン」で伝える事になった。2023年10月2日に再開、月曜日もマーケット情報を伝える。
- 6:45ごろ モーニング・ポスト
  - 2023年10月2日放送開始。「歌のない歌謡曲」の後継コーナー。音楽（インストゥルメンタル）にのせて、遠藤がその日の新聞記事から暮らしに関する話題を取り上げて所感を述べる。
  - 月曜日のみ家族信託のおやとこからの生コマーシャルが入る
- 6:52ごろ 天気予報（ミドリ安全提供)（気象予報士が解説）・交通情報
  - 「朝刊読み比べ」休止時は2分繰り下げて放送。
- 6:57 朝刊読み比べ
  - 森本がその日のニュースから一つテーマを決め、主要紙（朝日、毎日、読売、産経、日経、東京）の記事を比較する。時にはスポーツ紙（スポニチ、サンスポ、ニッカン、報知、トーチュウ）も取り上げる。新聞休刊日は放送されない。
- 7:00 ニュースズームアップ（神奈川工科大学、フランスベッド <月曜日・水曜日・金曜日>、フルヤ金属、ビスカス提供）：コメンテーターによるニュース解説。1999年までは「朝のファンファーレ」として、日産自動車・日産グループ各社・日産東京販売グループがスポンサーについていた。
  - 時報後に遠藤が主なニュース3本を紹介し、森本によるコメンテーターの紹介とフリートーク
  - 遠藤によるニュース、市況情報、スポーツニュース
  - ニュースズームアップ本編
  - 7:12ごろ、天気予報・交通情報
  - ニュースズームアップ本編（続き）
- 7:25 交通情報（小泉<月曜日・水曜日>、 ADEKA<火曜日・木曜日>、住協<金曜日>提供）・天気予報
  - この時間の交通情報と天気予報の間には、「NEXCO東日本からのお知らせ」として生コマーシャルが入る。
- 7:30ごろ スポーツスタンバイ （東京スター銀行、リポビタンD <月曜日・水曜日・金曜日>提供）：TBSスポーツアナウンサー（日替わりで担当）によるスポーツ情報。
  - 2024年9月時点では、清原正博、初田啓介、土井敏之、小笠原亘、新夕悦男、佐藤文康、伊藤隆佑、熊崎風斗、喜入友浩、南波雅俊、古田敬郷、齋藤慎太郎が出演する。
  - 4月のマスターズ・トーナメント開催期間前後はマスターズリポートと題して専用の特別BGMと共にマスターズ関連のニュースを伝える。
  - 過去には武田薬品が長期間スポンサーを務めていた。武田薬品降板後、月曜日・水曜日・金曜日のスポンサーになった東京スター銀行が2022年3月28日から2024年3月29日まで全曜日のスポンサーを務めていた。
- 7:35ごろ 現場にアタック：TBSラジオキャスター（初期は「タケローエンジェルス」と呼称[13]）の現場リポート。
  - 毎週金曜日は近堂かおりによる「金曜日恒例サラリーマンの声」として近堂自身が新橋のサラリーマンに街頭インタビューを実施し、サラリーマンの様々な意見を筋立てて紹介する。
  - 2019年春から日によって、上記のラジオキャスターだけではなく番組ディレクターが取材・スタジオでのレポートを行う回もある。
  - 2023年6月26日放送分まで、毎週月曜日は東京新聞（中日新聞東京本社）との紙面連動企画を行っていた。
- 7:43ごろ 交通情報
- 7:45ごろ タケローニューススクランブル（救心製薬<月曜日 - 金曜日>、ORIHIRO<月曜日 - 木曜日>提供）：コメンテーターによるニュース解説[注 5]
- 7:54 モーニングブレイク：遠藤が話題を1つ取り上げる。
- 7:56 交通情報（イチジク製薬<火曜日・木曜日>提供）・天気予報（気象予報士が解説）
- 8:00 話題のアンテナ 日本全国8時です（JRN系列全国ネット 日本ガス石油機器工業会<月曜日> 、キユーピーほか提供）
- 8:15 CMを挟んで『荻上チキ・Session』の予告（場合によってはCMのみ）
- 8:16 お出かけヘッドライン（ダイワハウス提供）
  - ニュースヘッドライン・交通情報・天気予報
- 8:20 スタンバイトークファイル
  - 2012年4月、7時台のコメンテーターによるコラムコーナーとしてスタート。2020年3月30日放送からはひとつの話題について番組に寄せられた意見を紹介するコーナーに衣替えし、稀にコメンテーターが出演する。
- 8:28 エンディング：遠藤が前コーナーの提供読みのあと、2016年4月7日までは当時の次番組『大沢悠里のゆうゆうワイド』とのクロストークで締めた[注 6]。ゆうゆうワイド終了後は遠藤が次の番組名を告知し、森本が話題を1つ紹介する。トークファイルでリスナーの意見を紹介するようになってからは、森本が最後の1通を読んで番組を締める。

交通情報に関しては、鉄道情報は遠藤が必要に応じて、道路情報は警視庁交通管制センターTBSスタジオから担当者が伝える。オープニングとかつての「歌のない歌謡曲」内はTBSラジオ交通情報のジングルは用いず、7:12、7:55の交通情報にはBGMがない。

### 過去のコーナー
- ウォールストリート経済情報（6:40過ぎ - 2014年3月）：ニューヨーク駐在の証券マン（岡三証券ニューヨーク事務所の担当職員またはホリコ・キャピタル・マネジメントの堀古英司）と電話を結び、円相場やニューヨーク市場の動向や経済ニュースを解説するコーナー。
ちなみに、番組開始当初から1999年頃迄は、松岡直也の「MAJESTIC」をBGMに使用していた。
- 歌のない歌謡曲（パナソニック提供、JRN系企画ネット番組、6:42ごろ、-2023年9月）
  - 音楽（インストゥルメンタル）を4曲放送する。
  - 最初3曲は遠藤がその日の新聞記事から気になる話題（主に生活面）を取り上げる。1曲目・2曲目と2曲目・3曲目の間に遠藤によるパナソニックの生コマーシャルが入る。
  - 6:53ごろからの4曲目は天気予報（気象予報士が解説）、交通情報に充てる。新聞休刊日は「朝刊読み比べ」を休止するため、天気・交通は3曲目で実施し、4曲目に3番目の話題を紹介する。
  - 2023年9月29日放送をもって終了[14]。
- ワールドTODAY（放送開始時 - 終了時不明）：7時台にニューヨークから現地の最新の話題を取り上げていた。
- タケロートークパレット（8:20ごろ、 - 2012年3月）：曜日ごとのコラムニストによるコラムコーナー。番組開始の頃は「日本全国8時です」から続けて、トヨタ自動車・トヨタディーラー（後にトヨタの販売店）提供だったため、実質的に一体化されていた。
  - スタンバイ世論調査（タケロートークパレット内金曜日、 - 2009年3月）：テーマを設けてリスナーから意見を募集し、集計して発表する。スペシャルウィーク（聴取率調査週間）の時には復活することがあった。2020年からは「トークファイル」でレギュラー化。
  - 今週の編集手帳（タケロートークパレット内金曜日、2009年4月 - 2012年3月）：読売新聞のコラム「編集手帳」で取り上げられた話題について、メールで意見を募集する。
- スペシャルウィーク（聴取率調査週間）企画（不定期）プレゼント企画がある場合「日本全国8時です」終了後に当選者の発表が行われる。また、メッセージを募集する場合は「トークファイル」で紹介した。

### 配信・ポッドキャスト
2023年10月時点で以下の3コーナーを配信している。TBSはポッドキャストからラジオクラウド に移行した過去があるが、2020年4月以降Spotifyなど複数のサービスにも配信開始。
- 朝刊読み比べ
- ニュースズームアップ
- 現場にアタック（配信しない回もある）

廃止
- スタンバイトークファイル

## 受賞歴
- 放送人グランプリ優秀賞 （2019年） ※放送界のOBからなる「放送人の会」が選ぶ賞。1990年4月9日からスタートし、30年目に突入。これまでの功績が認められた。2019年5月18日に都内で表彰された[15]。

## サウンドステッカー
- 2022年4月22日までOP・EDのBGM、宮内鎮雄（元TBSアナウンサー。遠藤の1年後輩で2005年1月定年退職）の担当によるタイトルコール、日本全国8時ですのBGMは、番組開始時から一度も変更されず、そのまま使われていた[注 7]。
- 2022年4月25日から33年目で初めて番組で使われる全てのBGMとタイトルコールを一新。デジタルステレオ対応になった。オープニング・エンディングのBGMはメロディーラインはほぼ同じであるがメインがピアノでなくギターになるなど先代からアレンジをした。タイトルコールは小笠原亘。
- 宮内によるタイトルコールは特徴的なものであるため、他番組のパーソナリティが真似をしたり、言及することがある。

### サウンドステッカー一覧
2022年4月まで（宮内アナ）
1. 「森本毅郎・スタンバイ!」（番組開始時・ニュースズームアップ内の天気予報前・7時台後半の交通情報後、タケローニューススクランブル前のCM前・日本全国8時です終了後CM明け）
2. 「TBSラジオ スタンバイ!」（森本毅郎不在時に1.の代わりに用いられる）
3. 「スポーツヘッドライン」（今朝のヘッドライン・ニュースズームアップ内でフラッシュニュースからスポーツニュースに切り替わるタイミングで挿入され、このステッカーでBGMもスポーティーなものに切り替わる）
4. 「ニュースズームアップ」（コーナーオープニング・ニュース解説の導入部）
5. 「タケロースタンバイ」（交通情報前など）
6. 「現場にアタック」（コーナーオープニング）
7. 「タケローニューススクランブル」（コーナーオープニング）

2022年4月以降（小笠原アナ）
1. 「森本毅郎・スタンバイ!」（番組開始時・朝刊読み比べ前CM明け。後者にはコールの後短いサウンドステッカーがあり、それ単体でニュースズームアップ内の天気予報前にも流される。）
2. 「TBSラジオ スタンバイ!」（森本毅郎不在時に1.の代わりに用いられるが、前述通り森本不在時でもタイトルが変わらないこともある）
3. 「スポーツヘッドライン」（今朝のヘッドライン・ニュースズームアップ内でフラッシュニュースからスポーツニュースに切り替わるタイミング、及び年末年始のスポーツスタンバイで提供読みのあとに挿入され、このステッカーでBGMもスポーティーなものに切り替わる。しかしこのコールは2022年5月23日時点では使われておらず、遠藤による市況情報【月曜日の場合その時間のニュース最終項目】から直接BGMを切り替え、タイトルコールの代わりに遠藤が「続いてスポーツです」とアナウンス。）
4. 「ニュースズームアップ」（ニュース解説の導入部）
5. 「現場にアタック」(コーナーオープニング。このコールは「現場に」部分が小笠原アナ単独で、「アタック」部分は近堂や田中ほか『アタック』担当者らとコールしている。)
6. 「タケローニューススクランブル」（コーナーオープニング）

使用開始された2022年4月25日のコールと、2023年9月時点とは異なっており、上記は全て2023年9月時点のもの。使用開始初期の頃は例えば『現場にアタック』は小笠原が単独でコールしていたほか、若干各コールの抑揚が異なっていた。

## スタッフ
- プロデューサー：志田卓[1][2]

## 備考
- 横浜市にある放送ライブラリーでは、第1回の放送である1990年4月9日放送分を聴くことができる。ただし、CMなどは編集されている。
- 森本や番組自体の硬派な概念により、他局のような「情報バラエティー」ではなく「ニュースワイド番組」という位置づけである。よってリスナーからのFAXやメール、及びX（旧Twitter）の募集は行っているが、『トークファイル』のテーマに沿った、ニュースや時事についての意見感想が紹介される程度で、身の回りの四方山話はほとんど読まれない。歌謡曲やJ-POPなどは「歌のない歌謡曲」以外原則流さない。例外として、『現場にアタック』で話題に上がった曲をBGMとして流すことが数年に一度ある。また年末年始のパーソナリティー不在時に時間の穴埋めとして曲を流すことがあり、以前は洋楽やクラシックがメインであったが、近年では例えばカラオケ年間ランキング上位の曲を放送するなど、以前に比べて選曲の幅は広がっている。
- 2021年11月1日放送分で、「スポーツスタンバイ」終了直後に森本がスタッフに対して「聞こえねぇんだよ!!」と激怒する音声が流れるハプニングがあった[16]。2025年1月、別件での写真週刊誌の直撃取材[17]に応じた森本は「ラジオブースの外に副調整室があって、そこから指示を出す人がいるんです。その人の声が小さいうえに、本来ならば『トークバック』という、連絡用の音声系統で話してくれればいいんだけど、それを使わないでブースの外で話しているから『聞こえないんだよ』って。本番中なのに、何言ってるかわかんないから」と述べ、進行上の不手際が原因での言動であったと説明した。
- 2024年11月11日、放送9000回を迎えたことから「9000回特設サイト」を開設。特設サイト内では、1990年4月9日の第1回放送分を含む、過去放送回のごく一部を聴くことができる[3]。
- 2025年3月4日より、日刊ゲンダイで森本の「森本毅郎85歳 今も毎日生放送！」という連載が週1回でスタートした。タイトル通りの本番組の裏話を含め、これまでの放送エピソードを振り返る内容となっている。